# Maorirörhöna
Maorirörhöna (Tribonyx hodgenorum) är en utdöd fågel i familjen rallar inom ordningen tran- och rallfåglar som tidigare förekom i Nya Zeeland.

## Utseende och levnadssätt
Maorirörhönan hade kraftiga ben och mycket reducerade vingar. Den var sannolikt flygoförmögen eftersom dess vingar var till och med mer tillbakabildade än närmaste släktingen tasmansk rörhöna, som även den inte kan flyga.  Fågeln förekom i vitt skilda miljöer, inklusive öppen skog och gräsmarker utmed flodbanker. 

## Taxonomi
Fågeln beskrevs först 1955 av Ron Scarlett som Rallus hodgeni. Storrs L. Olson flyttade den till Gallinula 1975 och ändrade dess vetenskapliga artnamn till hodgenorum 1986. Sedermera har den liksom dess närmaste närmaste släktingar svartstjärtad rörhöna och tasmansk rörhöna flyttats till Tribonyx eftersom de inte är närmast släkt med arterna i Gallinula i begränsad mening.

## Utbredning och utdöende
Den är endast känd från subfossila lämningar funna i maoriers kökkenmöddingar, den senaste från 1800-talet. Hundratals ben har hittats vid Pyramid Valley på Sydön och vid Poukawasjön på Nordön liksom på flera andra platser, vilket tyder på att den en gång var vida spridd i Nya Zeeland förutom Chathamöarna. Huvudsakliga orsaken till dess försvinnande är jakt och predation av den av människan införda polynesiska råttan.

## Namn
Fågelns vetenskapliga namn hedrar bröderna Hodgen som ägde marken kring Pyramid Valley-träsket där fågelns benlämningar först hittades.